# Charles Raymbault
Charles Raymbault (1602-22 octobre 1642) est un jésuite français qui évangélisa le Sault-Sainte-Marie en Nouvelle-France. 
Pendant quelques années employé en France comme procureur des missions du Canada, il arrivait à Québec en 1634. Il partit en 1640 pour la mission des Trois-Rivières, et, l'année suivante, il se rendit à celle des Hurons. En 1642, il monta au Sault-Sainte-Marie avec le père Jogues, et de là il fut envoyé, avec le père Pijart, chez les Nipissiriniens.
Une maladie lente qui le consumait, l'obligea de revenir à Québec, où il meurt le 22 octobre 1642 âgé de 37 ans. Le gouvernement, qui estimait sa vertu, désira qu'il fut enterré près du corps de M. de Champlain. Le père Raymbault est le premier jésuite mort au Canada. Il avait, dit la relation, un cœur plus grand que tout son corps, quoiqu'il fût d'une riche taille.